# آکسنوو (سرزمین آلتای)
آکسنوو (به لاتین: Aksenovo) یک منطقهٔ مسکونی در روسیه است که در سرزمین آلتای واقع شده‌است.